# 艾德爾懷爾德 (加利福尼亞州普萊瑟縣)
艾德爾懷爾德（英語：Idlewild）是位於美國加利福尼亞州普萊瑟縣的一個非建制地區。該地的面積和人口皆未知。

## 地理
艾德爾懷爾德的座標為39°06′32″N 120°09′44″W / 39.10889°N 120.16222°W，而該地的平均海拔高度為1900米（即6234英尺）。